# Католицька церква в Південному Судані
Католицька церква в Південному Судані представлена церквами трьох обрядів — латинського, візантійського і сирійського.
Найчисельнішою є римо-католицька громада, чисельність якої перевищує 450 тис. вірних. Територія країни поділена на 7 римо-католицьких дієцезій: арїхідієцезію Джуба та суфраганні дієцезії Малакаль, Румбеке, Томбура-Джамбіо, Торіте, Єї і Вау.
Парафії візантійського обряду є частиною Мелькітської греко-католицької церкви, яка має статус Патріархату.
Парафії сирійського обряду є частиною Сирійської католицької церкви, яка має статус Патріархату.